# Glänås
Glänås är en herrgård i Ödeshögs kommun (Svanshals socken), Östergötlands län.

## Historik
Glänås är en herrgård vid Tåkern i Svanshals socken, Lysings härad. Gården har i äldre tider tillhört Folkungaätten och finns omtalad 15 september 1282, då Ingeborg av Glänås genom testamente bland annat gav en åtting i Glänås till övriga gåvors betalning. Under hennes tid levde även Margaretha och Jarthrud av Glänås. Folke Ulfsson (Ama) skänkte tillsammans med sin fru Sigrid två åttingar i Glänås till Alvastra kloster 5 januari 1321. Den ena åttingen gav för hans och den andra för hennes begravningsplats. Därefter ägdes gården av Cecilia Folkesdotter. Hon var dotter till Folke Ulfsson och hans första fru Ingrid Larsdotter i Snyttringe.
1653 var Glänås ett säteri och tillhörde Anders Bernfelt och 1680 fru Bernfelt, då säterifriheten förlorades. Hon sålde gården till assessorn Baltasar Leijonsten och blev sedan åter säteri. År 1700 tillhörde den hans arvingar. Vidare ägdes gården av lagmannen Anders Daniel Stiernklo. Efter Stiernklo tillhörde gården fröken von der Pahlen och omkring 1760 av ryttmästaren Johan Jakob Boij, som var gift med Margareta Hedvig von Böhnen. Gården ägdes senare av deras son majoren Adolf Fredrik Boij, som även ägde gården Kyleberg. Under 1800-talet ägdes gården av lantbrukaren Peter Jonsson i Strömmestad som ärvde gården av sin far.